# Waldkirchen
Waldkirchen is een plaats in de Duitse deelstaat Beieren, gelegen in het Landkreis Freyung-Grafenau. De stad telt 10.732 inwoners.

## Geografie
Waldkirchen heeft een oppervlakte van 80,06 km² en ligt in het zuiden van Duitsland.

## Cultuur

### Musea
- Museum Goldener Steig
- Museum in Emerenz Meier Haus, Schiefweg
- Haus der Natur, Kultur, Kunst en Jugend (HNKKJ) in Waldkirchen

## Bezienswaardigheden
- Walddom ook wel Bayerwald-Dom genoemd
- Evangelische Erlöserkirche, 1955
- Karolikapelle, Rococo, 1756.
- Stadsmuur, 1460-1470

### Partnersteden
- Serrara Fontana in Italië
- Volary (Wallern) in Tsjechië

Eppenschlag ·
Freyung ·
Fürsteneck ·
Grafenau ·
Grainet ·
Haidmühle ·
Hinterschmiding ·
Hohenau ·
Innernzell ·
Jandelsbrunn ·
Mauth ·
Neureichenau ·
Neuschönau ·
Perlesreut ·
Philippsreut ·
Ringelai ·
Röhrnbach ·
Saldenburg ·
Sankt Oswald-Riedlhütte ·
Schöfweg ·
Schönberg ·
Spiegelau ·
Thurmansbang ·
Waldkirchen ·
Zenting